# Jan Nepomucen Miller
Jan Nepomucen Miller (ur. 16 maja 1890 w  Łodzi, zm. 29 września 1977 w Warszawie) – polski krytyk literacki i teatralny, poeta, ekspresjonista.

## Życiorys
Urodził się 16 maja 1890 w Łodzi, w rodzinie Romualda i Florentyny z Matysków, brat Romualda Millera. Ukończył szkołę handlową w Łodzi. Studiował na uniwersytetach w Petersburgu, Berlinie, Sorbonie i Uniwersytecie Jagiellońskim. W latach 1918/19 i w 1920 ochotniczo służył w Wojsku Polskim. Od 1921 nauczyciel gimnazjalny w Warszawie. Założyciel pisma „Ponowa”, działał w grupie artystycznej Czartak. Wiceprezes Związku Literatów Polskich.
Działał w tajnych kołach młodzieży socjalistycznej i w PPS. Propagował nieortodoksyjny wariant marksizmu w duchu Stanisława Brzozowskiego, akcentujący heroizm i wartości narodowe. Publikował m.in. w „Robotniku”, „Sygnałach” i „Wiadomościach Literackich”.
W czasie okupacji działacz PLAN, redaktor pisma „Rzeczpospolita Ludowa” i współpracownik „Lewą Marsz”. Po wojnie członek PPS i redaktor miesięcznika Teatr (1945–1947), później dyrektor teatru w Zielonej Górze. Od 1957 ponownie w Warszawie. Od 29 grudnia 1945 do 1947 był posłem do Krajowej Rady Narodowej, ale pozostał bezpartyjny. W grudniu 1975 roku był sygnatariuszem protestu przeciwko zmianom w Konstytucji Polskiej Rzeczypospolitej Ludowej (List 59).
Pochowany na cmentarzu ewangelicko-augsburskim przy ulicy Młynarskiej (aleja 59c, grób 100).

## Poezje i dramaty
- Achilles na marach, debiut poetycki (1917),
- Lacrimae rerum (1921),
- Korowód (1924),
- Erynie, dramat (1921).

## Ważne polemiki
Autor polemik Zaraza w Grenadzie (1926). Był jednym z najbardziej znanych krytyków literackich swego pokolenia, podejmując polemicznie problemy tradycji w dziele „Zaraza w Grenadzie”, oraz:
- Rzecz o stosunku nowej sztuki do romantyzmu i modernizmu (1926),
- Na gruzach Grenady (1933),
- Na krzywej przemian (1973).

## Ordery i odznaczenia
- Krzyż Oficerski Orderu Odrodzenia Polski
- Złoty Krzyż Zasługi (15 czerwca 1946)[5]